# The Rattlesnakes
The Rattlesnakes era un grupo británico de skiffle/rock and roll, formado por Barry Gibb en Mánchester, Inglaterra en 1955, que finalmente se convirtió en Bee Gees (cambio de nombre) en 1958. Fueron una de las muchas bandas de skiffle que se formaron en el Reino Unido en la década de 1950 desde El renacimiento del skiffle estadounidense en el Reino Unido que se inició originalmente en los años 1920, 1930 y 1940.
Barry comenzó un grupo de skiffle al que sus hermanos menores Robin y Maurice Gibb también se unieron como vocalistas, después de que regresaron a la ciudad natal de sus padres en Mánchester, Inglaterra, en 1955. Sus amigos (como vecinos), Paul Frost (batería) y Kenny Horrocks (té- bajo de pecho) más tarde se unió. Su debut en público ocurrió en diciembre de 1957 en Gaumont Cinema, interpretando "Wake Up Little Susie" de The Everly Brothers. Algunas de sus influencias en ese momento fueron Elvis Presley, The Everly Brothers, Tommy Steele, Buddy Holly y Paul Anka.
El 12 de enero del 2003, Maurice muere inesperadamente a la edad de 53 años, en Miami Beach, Florida de un paro cardíaco, con su esposa, sus hermanosy y sus hijos a su lado. El 20 de mayo del 2012, Robin muere a la edad de 62 años por insuficiencia renal. El 17 de noviembre del 2012, Frost muere en Inglaterra después de una larga lucha contra el cáncer.

## Primeros años
En 1955, los Gibbs se mudaron de regreso a Mánchester, donde asistieron a la escuela, pero a Barry no le gustó en absoluto la escuela, y él y sus hermanos pronto dejaron de asistir para enfocarse solo en la música. Después del regreso de la familia a Inglaterra, los tres hermanos fueron influenciados por el rock and roll, ya que su hermana mayor, Lesley, tuvo algunos discos de artistas de rock 'n' roll cuando el género se hizo popular en la década de 1950. Después de eso, formaron una banda de skiffle, The Rattlesnakes, en 1955. Según Horrocks, el nombre de "The Rattlesnakes" fue pintado a mano por Barry al costado del bajo del cofre del té.
Durante el mismo tiempo, Barry preparó la escena para su primera actuación cuando dijo: "Lo que estaba sucediendo en el Teatro Gaumont en Manchester, probablemente también estaba sucediendo en otros teatros, donde, entre Laurel y Hardy y The Three Stooges y lo que sea, los niños podían salir de la audiencia y subir al escenario y mimear un disco de Elvis Presley, 'Blue Suede Shoes', o un disco de Tommy Steele y nos gustó esto. Lo veíamos, nos miramos y decimos: 'Oh deberíamos intentar hacer eso, es divertido ". Estaba en mi bicicleta bajando por Buckingham Road en Chorlton-cum-Hardy. Un niño llamado Paul Frost, otro llamado Kenny Horrocks y otro llamado Nicholas corrían detrás de mí con los gemelos. bromeaban acerca de los niños que imitaban discos en el teatro local antes de que comenzara la noche del sábado por la mañana. Los niños solían imitar los discos de Elvis Presley con guitarras de plástico. Sugerí que hiciéramos esto con un disco de Everly Brothers. Se acercaba la Navidad. Le preguntamos al gerente de cine y él dijo o kay Decidimos hacerlo la semana después de Navidad ".
Robin habla sobre la formación de The Rattlesnakes: disfruté mi tiempo en Oswald Road. Fue la primera escuela donde hice muy buenos amigos: Paul Frost y Kenny Horrocks. Todavía recibimos cartas de la escuela hoy, pidiéndonos que hagamos una visita, y lo pensamos con mucho cariño. Vivíamos en Keppel Road y teníamos muy poco dinero. Mi padre tenía dos o tres trabajos diferentes a la vez para mantener a nuestra gran familia: mi hermana Lesley, Barry, Maurice, yo y, más tarde, Andy.

## Ensayos
La madre de Frost, Sarah Salt, permitió que The Rattlesnakes practicaran en su sótano, donde guardaba el costoso kit de batería que había comprado como regalo de Navidad de 1956 para su hijo cuando dijo: "Debo haber sido una de las pocas en reconocer su talento cuando pienso de nuevo ". La hermana menor de Salt, Dorothy Wilson, de vez en cuando se preocupaba por su sobrino, Paul, y escuchaba algunos de sus primeros ensayos, aunque sostiene que hoy es una gran admiradora del grupo, cuando los escuchó por primera vez, su reacción fue "¡Qué alboroto!".
La formación en ese momento era Barry en la guitarra, Frost en la batería, Horrocks en el bajo del cofre del té, y Robin y Maurice en la voz y, a veces, tocando guitarras de juguete. Su bajo de cofre de té de la era skiffle también se almacenó allí. Después de meses de servicio fiel, la caja del cofre de té finalmente se dejó al lado de la casa de Frost, donde permaneció varios meses antes de que finalmente se tirara más tarde en 1958. Frost lo recuerda, describiéndolo como "un cofre de té con una escoba larga con cuerdas ". Y agregó: "Lo usamos como un bajo, cada grupo tenía un bajo en esos días".
Después de varias semanas de práctica, Barry propuso que se unieran a las filas de otros niños que se presentaron en el Gaumont, el lugar donde todos los niños locales pasaban los sábados por la mañana. Nicholas Adams también estaba con ellos, cuando Barry sugirió actuar, pero Adams no era miembro del quinteto The Rattlesnakes.

## Actuaciones en público
Barry dijo que la primera canción que interpretaron fue "I Love You, Baby" de Paul Anka, que recordaba como un lado B de "Diana", pero más tarde en 1968, la recordó como "Wake Up Little Susie" de The Everly Brothers. ". Barry dijo: "Cuando llegó el gran día, todos, incluidos Kenny y Paul, fuimos al teatro a las 10 en punto. Estaba agarrando el disco. Subíamos las escaleras fuera del cine cuando bajé el disco". y se rompió, dijimos '¿Y ahora qué? ¿Sin registro, sin imitación? ".
Los recuerdos de Robin concuerdan con los de Barry hasta su punto y agregó: "El sábado llegó justo antes de Navidad, y estábamos subiendo las escaleras del Gaumont cuando Barry dejó caer el disco ... Barry tenía una guitarra, a la que se había llevado. ayudar a imitar, y él sugirió que saliéramos a cantar realmente. Así que salimos y cantamos 'Lollipop' de The Mudlarks, y todo salió bien. Terminamos haciendo cinco más, incluyendo 'That I'll Be the Day'. , [Buddy Holly] 'Book of Love' [The Monotones] y 'Oh Boy' [Buddy Holly], y así fue como comenzaron los Bee Gees ". En su debut en público en Gaumont, Robin agrega:" The El cine de Gaumont estaba justo al lado de nuestra escuela. Invitaron a los niños a hacer mimos para grabar entre películas, y ahí fue donde Barry, Maurice y yo nos presentamos por primera vez como un trío, en 1957, justo después de que cumpliera ocho años. Todo sucedió por accidente Estábamos de camino a Gaumont para imitar un disco de Everly Brothers, pero lo rompimos. Así que decidimos cantar en vivo. Cantamos "Lollipop" y fue entonces cuando cantamos por primera vez con esa pequeña armonía nuestra ".
Barry habló sobre su estilo al tocar la guitarra:
```
Un militar que había estado estacionado en Hawái vivía al otro lado de la carretera en Keppel Road en Mánchester. Era amigo de su hermano menor y él me llevó adentro y comenzó a mostrarme los acordes que había aprendido en Hawái, tocando la guitarra hawaiana. Básicamente, toco la guitarra completamente mal. Toco totalmente poco convencional, mucho más en el sentido de la música country. Si ves a 
Dolly Parton
 tocar la guitarra, es lo mismo que yo. Prohibimos todos nuestros acordes: hay muy poca digitación, todo es una restricción, que es básicamente una guitarra de acero, abierta D o abierta E ... Muchos artistas country tocan de la misma manera. Entonces, creo que cuando eres un niño y vives en las montañas de Estados Unidos, no hay nadie que te diga cómo afinar una guitarra, así que lo haces de oído y terminas con ese tipo de afinación.
```

La primera actuación 'real' del grupo fue el 28 de diciembre de 1957, el primer sábado después de Navidad alrededor de las 11:10 a. m., Al igual que Barry, Frost está confundido sobre los detalles del récord roto, pero Horrocks está seguro de que ese fue el regalo de Navidad de Lesley Gibb "Wake Up Little Susie "de The Everly Brothers, lanzado en otoño de ese año. Los sábados por la mañana era que los Gibbs siempre aparecían en el camino, Horrocks primero, antes de salir a recoger a Frost en el número 23. En la misma ocasión, recogieron el bajo del cofre de té del sótano de Frost antes de emprender un breve viaje al cine Gaumont.
Esto se negoció a través de un callejón posterior a Selborne Road, que se une a otras carreteras llamadas Barlow Moor y Mánchester, justo enfrente de donde se encontraba el Gaumont. En la misma ocasión, Barry con su guitarra, Frost y Horrocks con el bajo del cofre de té y Robin y Maurice con el disco, y se dejó caer, ya que Robin nunca había sido vinculado con el incidente, Maurice bien podría merecer el crédito por la patada. -comenzando su carrera, como a menudo ha afirmado. Su actuación en ese lugar fue en enero y febrero de 1958, la canción que interpretaron fue "Wake Up Little Susie". La rutina era el sábado por la mañana, una película para niños a partir de las 10:00 a. m., aproximadamente a la 1:00 a. m., hubo un intervalo en el que el gerente del cine alienta a cualquiera a subir al escenario mientras la audiencia come helado y otros refrescos . La mayoría de los artistas / artistas generalmente imitaban los éxitos del día frente al micrófono de un locutor, Horrocks recuerda a un Brian Lewis que regularmente tenía los primeros 10 minutos. spot y quien cantó las canciones de Cliff Richard.
Durante el mismo año, Frost rompió accidentalmente la guitarra de Barry, porque la casa estaba en la oscuridad ya que Hugh no podía pagar las facturas de electricidad en ese momento. Sin luces para ver, Frost se sentó en una silla y rompió la guitarra de Barry y Frost la describió como "rota en el medio".

## Ruptura
A principios de mayo de 1958, la familia Gibb se mudó a Northern Grove cuando Robin explicó: "Hicimos el Palatine [Cinema] como Wee Johnny Hayes y The Blue Cats, Barry como Johnny Hayes". Casi al mismo tiempo, Frost y Horrocks dejaron la banda, ya que los hermanos se mudaron, aunque la pareja mantendría su amistad con sus antiguos vecinos. Horrocks recuerda que Barry hizo un lugar en solitario como Wee Johnny Hayes en un "Minor 15", un concurso de talentos para menores de quince años que se celebra los jueves por la noche, entre las 7:00 y las 9:00 PM en Princess Club en Chorlton. Los hermanos también cantaron sus armonías de tres partes en el Russell Street Club en Mánchester.
A principios de agosto de 1958, la familia zarpó hacia Australia. Antes de irse, Barry le dijo a Horrocks "Nunca voy a trabajar para nadie más, quiero ser mi propio jefe, lo haré solo, en algún lugar" y Horrocks me preguntó: "Cuando lo hagas, no me olvides ", a lo que Barry respondió" Volveré, no lo olvidaré ".

## Miembros
- Barry Gibb - voz, guitarra (1955–58)
- Robin Gibb - voz; guitarra[21] (1955–58; fallecido en 2012)
- Maurice Gibb - voz; guitarra[21] (1955–58; fallecido 2003)
- Paul Frost - batería (1955–58; murió 2012)
- Kenny Horrocks - bajo de cofre de té (1955–58)